# Arcobaleno (araldica)
Arcobaleno è un termine utilizzato in araldica per indicare una fascia convessa smaltata d'oro, di rosso, di verde e d'argento; può diversamente smaltarsi e prendere altre posizioni. Se gli smalti sono diversi da quelli indicati, o sono in numero diverso, vanno blasonati. Per l'origine biblica è simbolo di pace e riconciliazione. Negli stemmi vale anche quale augurio di sicurezza o prosperità per la discendenza.

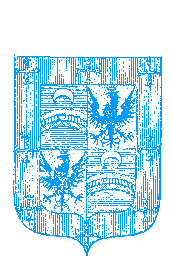
Arcobaleno sormontato da un crescente rovesciato
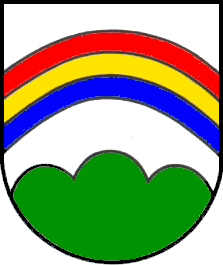
D'argento, all'arcobaleno di rosso, d'oro e d'azzurro, al monte di tre cime di verde uscente dalla punta (stemma del distretto di Lelm, Königslutter am Elm, Germania)
D'azzurro, a due pesci d'argento posti in decusse, sormontati da un arcobaleno di rosso, di verde e d'oro (Regenstauf, Germania)
D'azzurro, al giglio d'argento sormontato da un arcobaleno di rosso, d'oro e d'azzurro (Regen, Germania)
Arcobaleno posto in banda (Arcade)

## Posizione araldica ordinaria
L'arcobaleno si rappresenta, di norma, posto in fascia.